# Calloristus
Genre
Calloristus est un genre d'opilions laniatores de la famille des Trionyxellidae.

## Distribution
Les espèces de ce genre sont endémiques d'Inde.

## Liste des espèces
Selon World Catalogue of Opiliones (25/06/2021) :
- Calloristus cavernarum Turk, 1945
- Calloristus granipes Roewer, 1935

## Publication originale
- Roewer, 1935 : « Alte und neue Assamiidae. Weitere Weberknechte VIII (8. Ergänzung der "Weberknechte der Erde" 1923). » Veröffentlichungen aus dem Deutschen Kolonial- und Übersee-Museum in Bremen, vol. 1, no 3, p. 1–168.